# Sjevernjača
Sjevernjača (α UMi / α Ursae Minoris / Alpha Malog medvjeda, lat: Polaris) je najsjajnija zvijezda zviježđa Mali medvjed. Sjevernjača je vrlo blizu sjevernog nebeskog pola, pa je pomoću nje lako odrediti pravac sjevera. Ponekad se u narodu može čuti da je Sjevernjača najsjanija zvijezda na nebu, što je zabluda. U stvarnosti je 45. po sjaju na noćnom nebu, dok je nasjajnija zvijezda zapravo Sirius. Latinski naziv Polaris dolazi od Stella Polaris (Polarna zvijezda). Vrlo rijetko je u upotrebi i grčki naziv Cynosura (Κυνόσουρα), što znači "rep psa", te Polaris Borealis.
Sjevernjača je od nas udaljena otprilike 430 svjetlosnih godina. Oko nje kruže još četiri zvijezde: dvije bliske zvijezde nalaze se na udaljenosti od 18 AJ (UMi Ab) i 2400 AJ (UMi B). UMi B, poznata još kao Polaris B (Sjevernjača B), lako je vidljiva i malim amaterskim teleskopom.
Već stoljećima ova zvijezda, koja se nalazi skoro točno iznad Sjevernog pola, služi putnicima da se orijentiraju bez kompasa. Ona je ujedno i Zemlji najbliža Cefeida, posebna klasa zvijezda koje neprestano pulsiraju. Posljednja ispitivanja pokazuju da puno toga još ne znamo o ovoj zvijezdi, kao i da se ona ne uklapa ni u jedan zvjezdani model koji primjenjuju astrofizičari. Masa Sjevernjače je 3,45 puta veća (+/- 0,75) od našeg Sunca. Prema izračunima Sjevernjača B je dosta starija nego njena veća sestra, što je neobično kod dvojnih sustava, jer su zvijezde u njima obično iste dobi.

## Polarna zvijezda
Polarna zvijezda je zvijezda najbliža nebeskom polu. 
Sjevernjača (trenutna Polarna zvijezda, Polaris, Alfa Maloga medvjeda, α Ursae Minoris) je zvijezda najbliža sjevernomu nebeskom polu (udaljena 42′), gotovo nepomična na nebeskoj sferi i zbog toga pogodna za orijentaciju. Najsjajnija je zvijezda Maloga medvjeda, promjenljiva sjaja, prosječne prividne magnitude 1,9. Sjaj joj se mijenja u razdoblju od 4 dana. To je trojni zvjezdani sustav udaljen od Zemlje približno 430 svjetlosnih godina. Sjevernjača Aa žuti je div, cefeida mase oko 6 puta veće od Sunčeve, oko 46 puta većega promjera, 2200 puta većega sjaja i površinske temperature oko 7 200 K (6 927 °C). Sjevernjača B može se uočiti i s pomoću manjega teleskopa, a Sjevernjača Ab prvi je put snimljena 2006. s pomoću Hubbleova svemirskog teleskopa.
Na južnom nebeskom polu trenutno nema tako sjajne zvijezde u blizini da bi se mogla nazvati Južna Polarna zvijezda. Najbliža zvijezda je Sigma Oktant (σ Octantis) koja se ponekad naziva i Južna zvijezda.

## Vanjske poveznice
- Polaris  Arhivirana inačica izvorne stranice od 6. veljače 2007. (Wayback Machine)